# Шехсувар-султан
Шехсувар-султан (тур. Şehsuvar Sultan; 1682 — 16 или 27 апреля 1756) — наложница османского султана Мустафы II, мать султана Османа III, валиде-султан. 

## Жизнь
Шехсувар-султан родилась в 1682 году. Имя при рождении — Мария. Была сербского или русского происхождения. 2 января 1699 года, в возрасте 17 лет, родила своего единственного сына — будущего султана Османа III. 22 июня 1701 на свет появилась дочь Эметуллах-султан.
Большую часть жизни провела в Старом дворце, куда была отправлена после свержения своего супруга с трона. Не видела своего ребёнка 51 год, так как матери не позволяли видеться с сыном, заточенным в Кафесе, где он провёл почти всю свою жизнь.
В течение двух лет была валиде-султан. Умерла 27 апреля 1756 года, за год до смерти сына. Похоронена в мавзолее Шехсувар-султан в мечети Нуруосмание.